# يو إف سي 303
يو إف سي 303: بيريرا ضد بروهاسكا 2 (بالإنجليزية: UFC 303: Pereira vs. Procházka 2)‏ هو حدث لفنون القتال المختلطة ستنظمته يو إف سي، وسيُقام في 29 يونيو 2024، على تي موبايل أرينا في بارادايس، نيفادا، الولايات المتحدة.

## النتائج
1. ↑  على لقب بطولة يو إف سي لوزن خفيف الثقيل.

## الجوائز الإضافية
حصل المقاتلون التاليون على مكافآت قدرها 50 ألف دولار. باستثناء أليكس بيريرا الذي حصل على 303 ألف دولار. 
- قتال الليلة: أندريه فيلي ضد كوب سوانسون
- أداء الليلة: أليكس بيريرا، ميسي تشياسون، جو بايفر، وبايتون تالبوت